# Neftalí Teja
Neftalí Teja Cisneros (12 de marzo de 1991, Texcoco, Estado de México, México) es un futbolista mexicano que juega como 

Contencion en el Union oro de la Segunda Fuerza Liga Unidos. Debutó el 24 de julio de 2011 en un Pumas 2-0 San Luis sustituyendo a Juan Francisco Palencia en el minuto 68. Actualmente lleva una larga trayectoria en equipos de segunda división.

## Clubes
| Club                         | País   | Año        |
| ---------------------------- | ------ | ---------- |
| Pumas UNAM                   | México | 2011- 2013 |
| Linces de Tlaxcala           | México | 2013       |
| Inter Playa del Carmen       | México | 2014       |
| Internacional de Acapulco FC | México | 2014       |
| Reynosa F.C.                 | México | 2015       |
| Tampico Madero               | México | 2015-      |

|Faraones Texcoco
| México
|2017-
|Auxiliar
|-align=center
|}

## Palmarés

### Campeonatos nacionales
| Título          | Club                | País   | Año  |
| --------------- | ------------------- | ------ | ---- |
| Torneo Apertura | Linces de Tlaxcala. | México | 2013 |